# مثلث لايبنز المتناسق
مثلث لايبنز المتناسق (بالإنجليزية: Leibniz harmonic triangle)‏ هو ترتيب مثلثي لكسور وحدة (أي كسور بسطهن يساوي واحدا)